# Børns
Børns (* 7. Januar 1992 in Muskegon, Michigan; bürgerlich: Garrett Clark Borns) ist ein US-amerikanischer Musiker und Songwriter aus Michigan.

## Anfänge
Børns wurde in Muskegon (Michigan) geboren. Er beschäftigte sich schon früh mit Bereichen der Kunst. So engagierte er sich mit zehn Jahren als professioneller Zauberkünstler. Später bekam er ein Stipendium für das Kendall College of Art and Design (als Teil der Ferris State University) in Grand Rapids.
Am Beginn seiner Karriere trat Børns unter dem Namen Garrett Borns auf einem TEDx-Event auf.
2013 zog Børns von New York nach Los Angeles. Währenddessen schrieb er auch seine erste Single 10,000 Emerald Pools mit dem Musiker Jack Kennedy. Diese veröffentlichte er am 10. November 2014 mit seinem Debüt-EP Candy bei Interscope Records.

## Erstes Album und weitere Erfolge
Anschließend trat Børns mit seiner Veröffentlichung unter anderem in Conan (Talk-Show mit Conan O’Brien) und der französischen Show Le Before du Grand Journal auf. Juli und August 2015 begleitete Børns Charli XCX und die Band Bleachers und spielte beim Lollapalooza-Festival.
Am 16. Oktober 2015 erschien sein erstes Album Dopamine, ebenfalls bei Interscope Records. Im September 2015 hatte Børns einen Auftritt im Iridium Jazz Club in New York, der auch vom amerikanischen Public Broadcasting Service (PBS) für die Konzertreihe Front and Center aufgezeichnet wurde. Im Jahr 2016 folgte das Coachella Valley Music and Arts Festival.

## #MeToo
Im Zuge der MeToo-Bewegung warfen 2018 mehrere Frauen auch Børns "sexuelles Fehlverhalten" in Form von "Manipulation, Grooming und sexueller Aggression" vor.

## Diskografie

### Alben
- 2015: Dopamine
- 2018: Blue Madonna

### EPs
- 2012: A Dream Between
- 2014: Candy
- 2023: Suddenly

### Singles
- 2015: Electric Love (US: Platin; UK: Platin)
- 2015: 10,000 Emerald Pools (US: Gold)
- 2015: Sunday Morning
- 2016: American Money
- 2016: It’s You (Cover)
- 2017: Faded Heart
- 2017: Sweet Dreams
- 2017: I Don’t Want U Back
- 2018: God Save Our Young Blood (mit Lana Del Rey)

## Auszeichnungen für Musikverkäufe
| Goldene Schallplatte - Australien - 2020: für die Single Electric Love - Brasilien - 2024: für das Album Dopamine - Dänemark - 2023: für die Single Electric Love - Italien - 2024: für die Single Electric Love - Neuseeland - 2022: für das Album Dopamine - Polen - 2020: für die Single Electric Love - Portugal - 2021: für die Single Electric Love - Spanien - 2024: für die Single Electric Love | Platin-Schallplatte - Kanada - 2017: für die Single Electric Love 2× Platin-Schallplatte - Brasilien - 2024: für die Single Electric Love 3× Platin-Schallplatte - Neuseeland - 2025: für die Single Electric Love |

Anmerkung: Auszeichnungen in Ländern aus den Charttabellen bzw. Chartboxen sind in ebendiesen zu finden.
| Land/RegionAuszeichnungen für Musikverkäufe (Land/Region, Auszeichnungen, Verkäufe, Quellen) | Gold       | Platin     | Verkäufe  | Quellen              |
| -------------------------------------------------------------------------------------------- | ---------- | ---------- | --------- | -------------------- |
| Australien (ARIA)                                                                            | Gold1      | —          | 35.000    | aria.com.au          |
| Brasilien (PMB)                                                                              | Gold1      | 2× Platin2 | 140.000   | pro-musicabr.org.br  |
| Dänemark (IFPI)                                                                              | Gold1      | —          | 45.000    | ifpi.dk              |
| Italien (FIMI)                                                                               | Gold1      | —          | 50.000    | fimi.it              |
| Kanada (MC)                                                                                  | —          | Platin1    | 80.000    | musiccanada.com      |
| Neuseeland (RMNZ)                                                                            | Gold1      | 3× Platin3 | 97.500    | radioscope.co.nz NZ2 |
| Polen (ZPAV)                                                                                 | Gold1      | —          | 10.000    | olis.pl              |
| Portugal (AFP)                                                                               | Gold1      | —          | 5.000     | Einzelnachweise      |
| Spanien (Promusicae)                                                                         | Gold1      | —          | 30.000    | elportaldemusica.es  |
| Vereinigte Staaten (RIAA)                                                                    | 2× Gold2   | Platin1    | 2.000.000 | riaa.com             |
| Vereinigtes Königreich (BPI)                                                                 | —          | Platin1    | 600.000   | bpi.co.uk            |
| Insgesamt                                                                                    | 10× Gold10 | 8× Platin8 |           |                      |